# Ecaterina Moldovan
Ecaterina Moldovan (n. 1874, Mociu, județul Cluj – d. 14 octombrie 1964, Turda, județul Cluj) a fost un deputat în Marea Adunare Națională de la Alba Iulia, organismul legislativ reprezentativ al „tuturor românilor din Transilvania, Banat și Țara Ungurească”, cel care a adoptat hotărârea privind Unirea Transilvaniei cu România, la 1 decembrie 1918:pp. 102-103 .

## Biografie
Ecaterina Moldovan a fost fiica lui Ioan Mezei de Szathmar și a Ecaterinei, născută Rațiu de Nagylak. A urmat clasele primare în comuna Mociu, iar cele gimnaziale în orașul Târgu-Mureș. S-a căsătorit în septembrie 1900 la Budapesta cu avocatul Dr. Eugen Pătăceanu, președinte al Eforiei școlare greco-catolice, al Reuniunii Meseriașilor Români din Turda. După moartea acestuia, Ecaterina Moldovan se recăsătorește cu avocatul turdean Dr. Mihail Moldovan, în 27 octombrie 1910:pp. 102-103.
Ecaterina  Moldovan a luat parte alături de părinți la toate întrunirile și manifestările naționale românești din orașele Târgu-Mureș și Cluj. La Budapesta, unde tatăl său a fost consilier la Curtea de Casație (Curia Regească), a participat la ședințele literare organizate de către Societatea Petru Maior. Casa părinților ei din Budapesta a fost un loc de întâlnire pentru membrii coloniei române și studenții români de aici. În anul 1900 Ecaterina Dr. Moldovan s-a stabilit la Turda, devenind membră a ASTREI și a "Societății Române de Lectură" din oraș:pp. 102-103.
În 1919 s-a situat în fruntea femeilor române, organizând primirea festivă a Armatei Române în Turda cu flori și ovații. În anul 1920 în castelul Bethlen din Câmpia-Turzii s-a înființat un orfelinat (Casa copilului) pentru orfanii de război, a cărui directoare a fost Ecaterina Dr. Moldovan. Timp de 25 de ani a condus Societatea de Cruce Roșie din orașul Turda. Ecaterina Dr. Moldovan a desfășurat în oraș și în județ o intensă activitate culturală și socială, contribuind la consolidarea elementului național românesc:pp. 102-103.

## Activitatea politică
Ca deputat în Adunarea Națională din 1 decembrie 1918 a fost delegată a Societății Române de Lectură din Turda:p. 180.

## Recunoașteri
A fost decorată cu mai multe medalii și cu ordinul „Meritul Sanitar”, clasa I:p. 180.